# George Steinbrenner
George Michael Steinbrenner III, född den 4 juli 1930 i Rocky River i Ohio, död den 13 juli 2010 i Tampa i Florida, var en amerikansk affärsman och företagsledare inom sjöfartsnäringen. Han var dock mest känd för sitt ägarskap av den amerikanska basebollklubben New York Yankees i Major League Baseball (MLB) från 1973 och fram till sin död.
Steinbrenner var en ytterst kontroversiell ägare med sin frispråkighet, säregna personlighet, sparkade tränare hejvilt och ofta anklagad av journalister och sina motståndare för att vara ansvarig för de skenande lönekostnaderna i MLB. Steinbrenner var inte rädd att spendera pengar och ge vidlyftiga kontrakt för att få de bästa basebollspelarna till sig; mellan 1998 och 2010 hade han och Yankees betalat över två miljarder dollar i enbart löner till spelarna som spelade för klubben under tidsperioden och där toppnoteringen var 2008 med 222,52 miljoner dollar fördelat på 40 kontrakterade spelare. Under hans styre av Yankees vann klubben sju World Series-titlar och växte kraftigt som varumärke med hjälp av alla stjärnspelare.
Det hela började 1972 när TV-bolaget CBS ville avyttra Yankees som var i ett bedrövligt skick och deras styrelseordförande William S. Paley erbjöd klubbens president E. Michael Burke att förvärva Yankees från dem om han kunde hitta finansiärer. Steinbrenner hade året innan misslyckats med att köpa MLB-klubben Cleveland Indians och hoppade på med tio andra investerare och genomförde förvärvet med att betala 10 miljoner dollar till CBS. Det framkom dock senare att i affären ingick det även två parkeringsgarage som CBS hade köpt från staden New York och att investerarna hade på direkten sålt tillbaka garagen till CBS för 1,3 miljoner dollar. Totalt betalade Steinbrenner och investerarna alltså 8,7 miljoner dollar för Yankees (Steinbrenner blev i ett senare skede majoritetsägare med 57 %) och i mars 2015 var klubben värderad till 3,2 miljarder dollar.
1974 blev han avstängd i 18 månader från MLB när han erkände att han hade gett otillåtna politiska donationer till Richard Nixons återvalskampanj som USA:s president och att han begick en felony för uppsåtligt försvårande av utredning. Han var dock bara avstängd i 15 månader och i januari 1989 blev han benådad av den dåvarande presidenten Ronald Reagan.
Den 13 juli 2010 avled Steinbrenner på St. Joseph's Hospital i Tampa i Florida efter det att han drabbats en hjärtinfarkt i sitt hem. Dagarna innan hade ekonomitidskriften Forbes värderat hans privata förmögenhet till 1,1 miljarder dollar. Styrandet av Yankees hade några år tidigare tagits över av hans två söner Hank och Hal.